# Kabelleuchte
Eine Kabelleuchte (auch Kabellampe) ist eine Leuchte, welche mit einem längeren, fest angeschlossenen Kabel versehen ist.

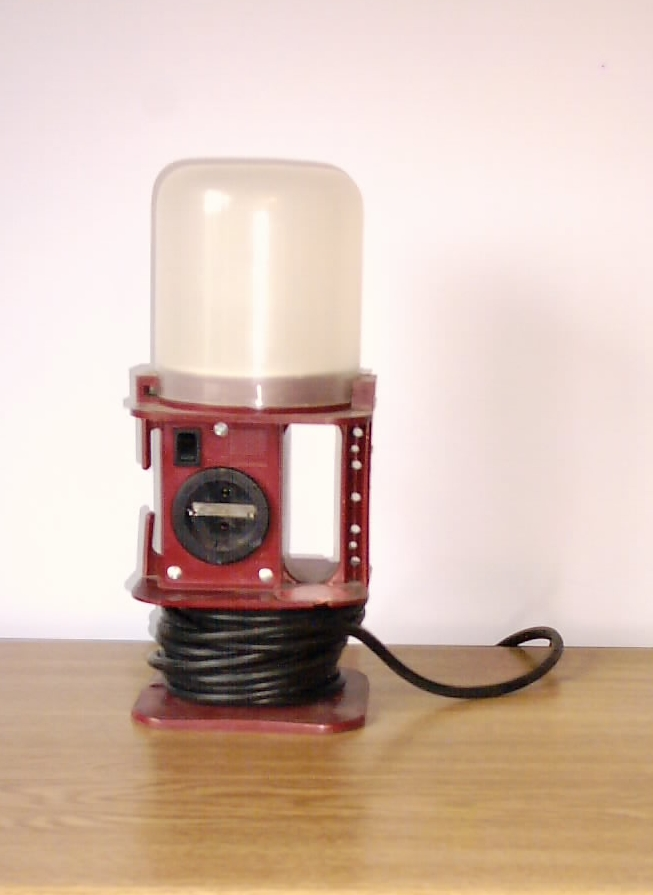
Eine Kabelleuchte

Sie wird überwiegend in Arbeitsbereichen (Industrie, Handwerk) genutzt, wo der Leuchtkörper größeren Beanspruchungen ausgesetzt ist. Er ist deshalb meistens mit einem Schutzkorb aus Metall – heute oftmals aus Kunststoff – versehen, der verhindert, dass das Leuchtmittel versehentlich zerstört wird.
Das Zuleitungskabel der Kabelleuchte ist je nach Anforderung mehrere Meter lang und mit einem fest angeschlossenen Stecker versehen. Durch Verbindung mit einer Steckdose wird das enthaltene Leuchtmittel sofort mit Strom versorgt. Dadurch erfüllen Kabelleuchten faktisch auch die Funktion einer Notleuchte.
Es gibt Kabelleuchten für Netzstrom (230 Volt) und für Kraftfahrzeuge (12 Volt, oder LKW: 24 Volt). In neuerer Zeit werden statt einer Glühlampe auch  Leuchtstoffröhren (ca. 30 cm Länge) oder LEDs eingebaut. Durch den geringeren Stromverbrauch sind diese wirtschaftlicher als Glühlampen.